# Халім Ґерай (хан)
Халім Ґерай (1689–1759) — кримський хан у 1756–1758 рр. з династії Ґераїв, наступник Арслана Ґерая, попередник Кирима Ґерая. Син Саадета IV Ґерая. Був нуреддином при Менґлі II Ґераї.

## Біографія
Халім Ґерай зробив кадрові перестановки в державній системі, доручивши своїм молодшим родичам важливі пости. Деякі з цих нових призначень були невдалі, оскільки далеко не всі з наближених до Халіма Ґерая володіли необхідними уміннями в управлінні і тим самим викликали сильне обурення підданих. Так, зокрема, трапилося з ногайцями Буджака і Едисану, яких щойно приборкав Арслан Ґерай. Вони обурилися своїм новим керівником Саїдом Ґераєм і знову підняли бунт, чим скористалися інші принци, що негативно відносилися до хана. Найвідомішим з повсталих ханських родичів був Кирим Ґерай.
Турецький уряд, побачивши, що в Кримському ханстві розгорається могутнє повстання, очолене популярним в народі Киримом Ґераєм, і що хан фактично випустив з рук контроль над ситуацією, вирішило змістити Халіма Ґерая.
Халім Ґерай поселився в Сарадж-Єлі (Туреччина) і помер там через рік після відставки.